# Union démocratique et radicale
Pour les articles homonymes, voir UDR.
L'Union démocratique et radicale ou UDR est un ancien groupe parlementaire français, ayant existé de 1924 à 1940.

## Un groupe parlementaire centriste
L'Union démocratique et radicale regroupe apparaît sous la Troisième République à partir de l'automne 1924 avec les sénateurs issus de la mouvance radicale indépendante.
Elle fait partie des groupes extra-parlementaires, tout en étant liée aux réseaux gravitant autour du Comité républicain du commerce et de l'industrie (Comité Mascuraud) et du Cercle républicain de l'avenue de l'Opéra.
On y retrouve les sénateurs qui n'ont pas voulu rejoindre le Parti radical-socialiste, ou d'autres qui l'ont quitté au nom du refus des alliances à gauche (avec les socialistes), sans toutefois adhérer formellement à l'Alliance démocratique, le grand parti libéral et laïc du centre-droit, où à l'un de ses multiples avatars parlementaires. Le groupe disparaît en 1940 et n'est pas reconstitué à la Libération ; la mouvance qu'il représente se retrouvera ultérieurement au sein du Parti radical indépendant et du Rassemblement des gauches républicaines.

## Présidents
Liste des anciens présidents (1924 à 1939) :
- 1924 : Charles Chaumet (1866-1932) ;
- 1930 : Raymond Blaignan (1871-1940) ;
- 1933 : Louis Barthou (1862-1934) ;
- 1936 : Yves Le Trocquer (1877-1938) ;
- 1939 : Paul Jourdain (1878-1948).

## Autres groupes parlementaires radicaux indépendants
- L'Union républicaine radicale et radicale-socialiste, issue de la Fédération des gauches (1914-1919)
- La Gauche sociale et radicale de Henry Franklin-Bouillon (1928-1932)